# 松源寺 (中野区)
松源寺（しょうげんじ）は、東京都中野区にある臨済宗妙心寺派の寺院。

## 概要
天正年間（1573年～1593年）、勅諡霊鑑普照禅師によって開山された。元々は江戸番町（現・東京都千代田区番町）に位置していたが、1613年（慶長18年）の江戸城の拡張に伴い、牛込通寺町（現・東京都新宿区神楽坂）に移転した。妙心寺派江戸四箇寺の1つ。
江戸時代、戸田忠昌が当寺を菩提寺にしたため、墓地には戸田家の墓がある。
1909年（明治41年）に現在地に移転した。移転の際に上記の戸田家の墓が宇都宮市の英巌寺跡へ移された。

## さる寺
当寺は、別名「さる寺」と呼ばれている。当寺4代目住職の徳門和尚が渡し船に乗ろうとしたときに、猿に邪魔されて乗ることができなかった。ところが、その船が目の前で沈没したことから、猿のおかげで難を逃れることができたという逸話から「さる寺」と呼ばれるようになった。門前には猿の石像が安置されている。

## 交通アクセス
- 都営地下鉄大江戸線東中野駅A3出口より徒歩7分（経路案内）。
- 落合駅1番出口より徒歩8分（経路案内）。
- JR東日本東中野駅西口より徒歩9分（経路案内）。